# Cornino
Cornino (Curnin in friulano) è una frazione del comune di Forgaria nel Friuli (UD) situata sulla destra idrografica fiume Tagliamento, nota per la presenza di un importante ponte di collegamento stradale e ferroviario, favorita dalla presenza dell'isolotto del Clapat. 

A Cornino è presente anche la l'omonima stazione ferroviaria da cui si servono gli abitanti del comune.

## Cornino nella storia
Durante i giorni della Battaglia di Caporetto, il 3 novembre 1917, le truppe austro-ungariche riuscirono a passare il fiume passando sul ponte del paese causando la rottura della linea difensiva del Tagliamento e la successiva ritirata dell'esercito italiano fino al Piave.

## Il lago di Cornino
Nelle vicinanze e grazie a delle sorgenti sotterranee, si forma l'omonimo lago con un'acqua limpidissima e dove vive una flora molto particolare. Cornino è anche una località importante per il reinserimento in ambiente naturale del grifoni, una volta largamente diffusi in tutto il Friuli.
A Natale si svolge una rappresentazione di un presepio subacqueo organizzata dall'A.S.D. Friulana Subacquei di Udine. Qui si attua il Progetto Grifone, un progetto ormai ben consolidato di reintegro del grifone (Gyps fulvus), un avvoltoio che in molti chiamano "Il condor di Curnin".